# 9711 Želetava
9711 Želetava eller 1972 PA är en asteroid i huvudbältet som upptäcktes den 7 augusti 1972 av den Schweiziska astronomn Paul Wild och den Tjeckoslovak-Schweiziska astronomen Ivo Baueršíma vid Observatorium Zimmerwald. Den har fått sitt namn efter Želetava i Tjeckien.
Asteroiden har en diameter på ungefär 11 kilometer och den tillhör asteroidgruppen Eos.